# Choroba maedi-visna
Choroba maedi-visna (łac. pneumonia interstitialis progressiva, ang. maedi-visna disease) – choroba zakaźna kóz i owiec o przebiegu przewlekłym, wywoływana przez wirus maedi-visna (MVV), nieoonkogenny wirus należący do podrodziny Lentivirinae, z rodziny Retroviridae. Charakteryzuje się postępowym zapaleniem płuc, do czego odnosi się pierwszy człon nazwy choroby – Maedi oraz zapaleniem opon mózgowych, mózgu i rdzenia kręgowego co określa drugi człon nazwy choroby – Visna. Czasami MVV wywołuje zapalenie stawów lub gruczołu mlekowego. Choroba powoduje wysokie straty ekonomiczne ze względu na bardzo wysoką śmiertelność chorych zwierząt (do 100%), zaburzenia rozrodu i spadek mleczności oraz niższą masę urodzeniową koźląt i jagniąt.

## Występowanie
Pierwsze przypadki choroby maedi-visna stwierdzono u owiec rasy karakuł, które w 1933 roku z Niemiec trafiły do Islandii. Obecnie wirus Maedi-Visna jest szeroko rozpowszechniony na świecie i u owiec występuje prawie we wszystkich krajach poza Australią, Nową Zelandią, Finlandią.
W Polsce pierwszy raz chorobę zanotowano w roku 1975.

### Drogi zakażenia
Wirus będący źródłem zakażenia przenoszony jest przez bezobjawowych nosicieli oraz chore kozy i owce (tylko te zwierzęta są wrażliwe na działanie wirusa i tylko one mogą go przenosić).
Zakażenie następuje przez kontakt bezpośredni z wydzielinami układu oddechowego chorego zwierzęcia. Noworodki mogą zarazić się drogą śródmaciczną lub w trakcie porodu bądź poprzez mleko.
Okres inkubacji choroby jest długi – może trwać nawet od 2 do 5 lat – objawy chorobowe pojawiają się dopiero kilka lat po zakażeniu. Zazwyczaj chorują zwierzęta dorosłe powyżej 2-4, często nawet 6 roku życia.
Zakażeniom może sprzyjać stres – pogorszenie warunków środowiskowych, transport zwierząt lub przepędzanie.

### Objawy choroby

#### Postać Maedi
Początkowo objawia się apatią i stopniowym chudnięciem oraz dusznością. Chore owce zaczynają odstawać od stada – zalegają, przewracają się oraz mają przyspieszony i charczący oddech.

#### Postać Visna
Dominują objawy nerwowe takie jak niezborność ruchów, odstawanie od stada – potykanie się i upadanie. Charakterystycznym objawem jest trudność z prostowaniem kończyn, co prowadzi do opierania kończyn przez chore zwierzęta na stawach skokowych. Ponadto można zaobserwować drżenia mięśni twarzy oraz skręcanie głowy.

### Zmiany pośmiertne

#### Postać Maedi
Stwierdza się powiększenie płuc (2-4 razy) o konsystencji gumowatej i barwie od szaroczerwonej do niebieskawej ze zmianami zapalnymi.

#### Postać Visna
Stwierdza się zmiany histopatologiczne w rdzeniu kręgowym oraz w istocie białej mózgu, a także demielinizację włókien nerwowych.

## Diagnostyka
Poszukiwania wirusa MVV oparte są na badaniach wirusologicznych poprzez izolację z leukocytów krwi, mleka lub narządów wewnętrznych (pośmiertnie). Po izolacji na hodowlach komórkowych identyfikację wirusa opiera się na podstawie efektu cytopatycznego lub badań immunoenzymatycznych. Można również stosować badania molekularne – PCR i immunoblotting. 
W diagnostyce zwierząt oraz w celu znalezienia nosicieli w stadzie stosuje się metody serologiczne – test immunodyfuzji w żelu agarowym (AGID) i test ELISA. Ze względu na długi okres inkubacji choroby badania te dają często wynik fałszywie ujemny.

## Postępowanie z wykrytym wirusem
Choroba maedi-visna jest jedną z 5 chorób zakaźnych owiec i kóz podlegających obowiązkowi rejestracji na podstawie Ustawy z dnia 11 marca 2004 r. o ochronie zdrowia zwierząt oraz zwalczaniu chorób zakaźnych zwierząt (pozostałe jednostki rejestrowane to: zakaźna bezmleczność u owiec i kóz (agalactia contagiosa  ovum et caprinum), gruczolakowatość płuc u owiec i kóz (adenomatosis pulmonum ovis), wirusowe zapalenie stawów i mózgu kóz (arthritis et encephalitis caprae, CAE), serowaciejące zapalenie węzłów chłonnych (caseous lymphadenitis, CLA..
Ponieważ choroba ma charakter postępowy oraz powoduje rozległe nieodwracalne zmiany chorobowe stada zarażone likwiduje się.
Na terenach na których wirus występuje enzootycznie wykonuje się serologiczny monitoring stada – zwierzęta dodatnie likwiduje się wraz z potomstwem do 1 roku życia.
W stadach wolnych od wirusa należy stosować profilaktykę – wprowadzanie do stada zwierząt z ferm wolnych od choroby, stosowane okresu kwarantanny oraz wykonanie badań serologicznych przed wprowadzeniem zwierząt.
Ze względu na dużą mutagenność wirusa brak jest skutecznej szczepionki przeciwko MVV.